# مارکوارت سلوگت
مارکوارت سلوگت (انگلیسی: Marquardt Slevogt; ۲۲ مارس ۱۹۰۹ – ۲۵ مهٔ ۱۹۸۰) بازیکن هاکی روی یخ اهل آلمان بود.